# Our Summer Holiday
Our Summer Holiday (神様がうそをつく, Kamisama ga uso o tsuku) est un seinen manga de Kaori Ozaki, prépublié dans le magazine Monthly Afternoon entre le 25 mars 2013 et le 25 juillet 2013 et publié par l'éditeur Kōdansha en un volume relié sorti le 20 septembre 2013. La version française est éditée par Delcourt dans la collection « Delcourt/Tonkam Shonen » en un tome sorti le 7 juin 2017. 

## Manga
Our Summer Holiday est scénarisé et dessiné par Kaori Ozaki. Les cinq chapitres de la série sont prépubliés dans le Monthly Afternoon entre le 25 mars 2013 et le 25 juillet 2013, puis publié par l'éditeur Kōdansha en un volume relié sorti le 20 septembre 2013  (ISBN 978-4-06-387922-3).
La version française est publiée par Delcourt en un volume sorti le 7 juin 2017  (ISBN 978-2-7560-9573-8). En Amérique du Nord, la série est publiée en version anglaise sous le titre The Gods Lie par Vertical en un volume sorti le 19 avril 2016,.

## Accueil
Lors de la sortie française, Our Summer Holiday obtient un accueil critique remarqué de la part de la presse.
Pour BDZoom, le manga, inspiré de l'affaire des enfants abandonnés de Sugamo en 1988,« livre un message positif même s'il est empreint d’une certaine mélancolie ».
Our Summer Holiday figure également dans une sélection de mangas à découvrir des journalistes de France Info.
En août 2018, Our Summer Holiday remporte le « Tournoi One-shot 2017 » du site spécialisé manga-news.com.